# Simo Bouzaidi
Mohamed Bouzaidi Diouri (Olot, Gerona, 16 de noviembre del 1999) más conocido como Simo Bouzaidi, es un futbolista español de nacionalidad marroquí que juega como extremo izquierdo en el CD Eldense de la Segunda División de España.

## Carrera deportiva
Nacido en Olot, Gerona, Bouzaidi es un jugador formado en las categorías inferiores del UE Olot hasta 2014, cuando con 15 años firmó por el Sevilla FC. Tras acabar su etapa juvenil, en la temporada 2018-19 forma parte de la plantilla del Sevilla Fútbol Club "C" de la Tercera División de España, donde jugaría durante una temporada.
El 15 de septiembre de 2019, debuta con el Sevilla Atlético en la Segunda División B de España, en un encuentro frente al Cádiz CF "B". En la temporada 2019-20, disputaría 11 partidos con el filial sevillista.
En la temporada 2020-21, en las filas del Sevilla Atlético, disputa 19 partidos en los que anota 2 goles.
El 11 de julio de 2021, firma por el Córdoba C. F. de la Segunda Federación, con el que lograría el ascenso a la Primera Federación disputando 34 partidos de liga, en los que anota 10 goles.
El 25 de enero de 2022, renueva su contrato por dos temporadas con el conjunto cordobés. En la temporada 2022-23, forma parte del Córdoba C. F. en la Primera Federación.

### Selección nacional
Bouzaidi es internacional con la selección de fútbol sub-17 de Marruecos y la sub-20.

## Clubes
| Club                    | País   | Año             |
| ----------------------- | ------ | --------------- |
| Sevilla Fútbol Club "C" | España | 2018-2019       |
| Sevilla Atlético        | España | 2019-2021       |
| Córdoba C. F.           | España | 2021-2024       |
| CD Eldense              | España | 2024-Actualidad |